# Richard Burton

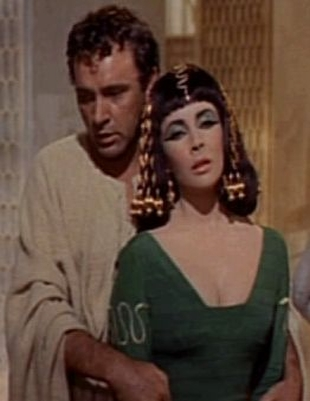
Richard Burton och Elizabeth Taylor i Cleopatra (1963).

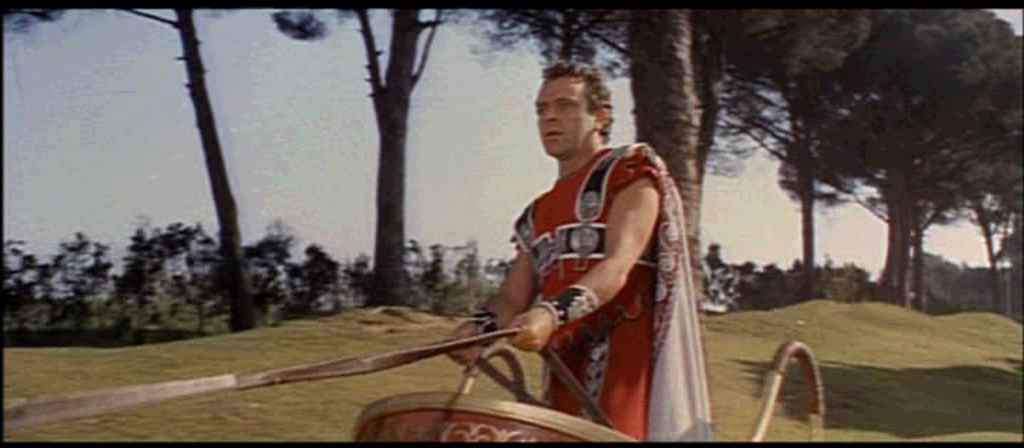
Richard Burton i Cleopatra (1963).

Richard Burton CBE, ursprungligen Richard Walter Jenkins, Jr., född 10 november 1925 i Pontrhydyfen, Glamorgan (i nuvarande Neath Port Talbot), död 5 augusti 1984 i Céligny, Schweiz, var en brittisk (walesisk) skådespelare, och anses vara en av Storbritanniens främsta aktörer genom tiderna. Han nominerades till totalt sju Oscars, men vann aldrig någon. Hans priser i hemlandet och i Europa var dock desto fler. Hans roller täckte allt från 1960-talets stora kostymdrama (främsta exempel är Cleopatra (1963) i vilken han spelar mot sin blivande hustru, Elizabeth Taylor) till actionfyllda krigsfilmer som Örnnästet (1968) och De vilda gässen (1978). Hans två äktenskap med Elizabeth Taylor blev också omtalade.

## Biografi

### Tidiga år
Richard Burton var barn nummer tolv i en kull på tretton i en fattig walesisk kolarbetarfamilj. Han arbetade som biträde i en handelsbod, när han upptäcktes av en folkskollärare, Philip Burton. Denne insåg att den unge pojken Jenkins hade stora skådespelartalanger och undervisade honom i Shakespeare och "Queen's English". Richard, som själv hade hyst planer på att bli proffsboxare, fick ett stipendium till Oxford; strax innan hade han gjort scendebut 1943 i Liverpool. 

### Tidig karriär
Åren 1944–1947 tjänstgjorde han som navigatör i Royal Air Force. 1948 återvände han till scenen (han hade då antagit sin lärares efternamn, Burton), och samma år gjorde han filmdebut i The Last Days of Dolwyn. Under inspelningen träffade han sin första hustru, den walesiska skådespelerskan Sybil Williams, med vilken han fick två barn.
Han fick rykte om sig som en förstklassig skådespelare 1949 när han medverkade i Londonuppsättningen av The Lady's Not For Burning, en framgång som han upprepade på Broadway påföljande år. 1952 gjorde han amerikansk filmdebut i Kusin Rachel. 1953 spelade han Hamlet vid Edinburghfestivalen och kom därmed att bli känd som Englands nye, unge Shakespearetolkare och han gjorde stor karriär.
Burtons stora internationella genombrott som filmstjärna kom 1959 i Se dig om i vrede.

### Senare år
1963 mötte Burton Elizabeth Taylor i samband med inspelningen av filmen Cleopatra. Han skilde sig från sin hustru, och strax efter filminspelningens slut gifte han sig med Taylor, den 15 mars 1964. Filmen blev en succé och deras romans och giftermål blev förstasidesnyheter världen runt. Han blev än mer omtalad genom huvudrollen i det verklighetsbaserade historiska dramat Becket 1964, där Burton spelar Ärkebiskopen av Canterbury, Thomas Becket (1200-talet), som sannolikt har haft en stormig relation till kung Henrik II av England, i filmen gestaltad av Peter O'Toole. År 1966 spelade Burton och Taylor mot varandra i Mike Nichols' film Vem är rädd för Virginia Woolf?, baserad på Edward Albees pjäs. Taylor och Burton skilde sig i juni 1974 men gifte om sig 10 oktober 1975; skilsmässa andra gången i augusti 1976. Deras två äktenskap var bland den dåtida kändisvärldens stormigaste.
Richard Burton gifte senare om sig med Suzy Hunt, som tidigare varit gift med racerföraren James Hunt. Burton och Hunt var gifta i sex år. Sedan ingick han sitt femte och sista äktenskap, den 3 juli 1983, med radioproducenten Sally Hay. Hon fick honom att sluta med sitt drickande, efter att under 1970-talet ha konsumerat två flaskor vodka dagligen. År 1972 diagnostiserades Burton med förstorad lever och njurbesvär; han avled 1984 i hjärnblödning.

## Filmografi i urval
- 1949 – Dolwyns sista dagar
- 1949 – Now Barabbas
- 1952 – Kusin Rachel
- 1953 – Den purpurröda manteln
- 1953 – Ökenråttorna
- 1955 – När regnet kom
- 1956 – Alexander den Store
- 1957 – Bitter seger
- 1957 – Kvinnan från havet
- 1959 – Se dig om i vrede
- 1960 – The Bramble Bush
- 1960 – Norr om lag och rätt
- 1962 – Den längsta dagen
- 1963 – Cleopatra
- 1963 – Hotel International
- 1964 – Iguanans natt
- 1964 – Becket
- 1965 – Spionen som kom in från kylan
- 1965 – Het strand
- 1966 – Vem är rädd för Virginia Woolf?
- 1967 – Så tuktas en argbigga
- 1967 – Den onda ön
- 1967 – Doktor Faust
- 1968 – Örnnästet
- 1968 – Candy
- 1968 – På kvällen den sista dagen
- 1969 – Trappan
- 1969 – De tusen dagarnas drottning
- 1971 – Hej Vic, hur mår mamma
- 1971 – Kanonerna i öknen
- 1972 – Mordet på Trotskij
- 1972 – Den bestialiske
- 1972 – Under Milk Wood
- 1972 – Hammersmith Is Out
- 1973 – Den stora massakern
- 1973 – Divorce His - Divorce Hers
- 1973 – Den femte offensiven
- 1974 – Djävulsmännen
- 1974 – Brief Encounter
- 1974 – The Gathering Storm
- 1974 – Resan
- 1977 – Exorcisten 2 - kättaren
- 1977 – Equus - hästen
- 1978 – De vilda gässen
- 1978 – Mannen som inte kunde dö
- 1978 – Syndernas förlåtelse
- 1978 – Sergeant Steiner
- 1981 – Circle of Two
- 1981 – Lovespell
- 1983 – Wagner
- 1983 – Alice in Wonderland
- 1984 – 1984
- 1984 – Ellis Island